# درع المجتمع الإنجليزي 2024
درع المجتمع الإنجليزي 2024 (بالإنجليزية: 2024 FA Community Shield) هي مباراة درع المجتمع الإنجليزي المائة واثنين، وهي مباراة كرة قدم سنوية يتنافس عليها الفائزون في منافسات الدوري الإنجليزي الممتاز وكأس الاتحاد الإنجليزي في الموسم السابق على ملعب ويمبلي في لندن في 10 أغسطس 2024. أقيمت المباراة بين بطل الدوري الإنجليزي الممتاز 2023–24 نادي مانشستر سيتي والفائز بكأس الاتحاد الإنجليزي 2023–24 نادي مانشستر يونايتد، الذي هزم الأول في نهائي كأس الاتحاد الإنجليزي وحرمه من تحيق الثنائية، وتعتبر المباراة هي ديربي مانشستر الثالث في درع المجتمع. لم يتأهل أرسنال حامل اللقب لهذه النسخة وبالتالي لن يتمكن من الدفاع عن لقبه، بعد أن خرج من الدور الثالث للكأس ثم احتل المركز الثاني في الدوري. يعتبر نهائي كأس الاتحاد الإنجليزي 2024 هي آخر مرة التقيا فيها في نهائي البطولة وانتهى بفوز مانشستر يونايتد على مانشستر سيتي.
قدم مانشستر يونايتد أداءً جيدًا لكنه خسر بفارق ضئيل بركلات الترجيح، سيطر الشياطين الحُمر على المباراة وخلقوا فرصًا أفضل، ليفتتح البديل أليخاندرو غارناتشو التسجيل وأدرك برناردو سيلفا التعادل بضربة رأسية في اللحظات الأخيرة من الوقت الأصلي وهي تسديدته الوحيدة على المرمى، ذهبت مباراة درع المجتمع بعد ذلك إلى ركلات الترجيح للمرة الرابعة في ستة مواسم لحسم اللقب، تغلب مانشستر سيتي على مانشستر يونايتد، ليحصد لقب درع المجتمع لأول مرة منذ عام 2019، ويمنح فريق بيب جوارديولا لقبه الأول في موسم 2024–25. فيما تعتبر هذه أول هزيمة لمانشستر يونايتد عندما هزمه تشيلسي أيضًا بركلات الترجيح في الدرع منذ عام 2009.
هذه هي المرة الأولى التي يفتتح فيها مانشستر سيتي الموسم بالفوز بدرع المجتمع الإنجليزي قبل انطلاق الدوري الممتاز منذ فوزه على ليفربول 5-4 بركلات الترجيح في عام 2019، ويضع حدًا لسلسلة من الهزائم التي استمرت ثلاث سنوات في هذه المباراة (2021 و2022 و2023)، وهي المرة السابعة التي يفوز فيها مانشستر سيتي باللقب، إذ كانت المرة الأولى في عام 1937 قبل الانتصارات اللاحقة في أعوام 1968 و1972 و2012 و2018 و2019. من جانب مدير الجهاز الفني فاز الاسباني بيب غوارديولا بدرع المجتمع في ثلاث مناسبات، ويجمع بهذا الفوز 18 لقبًا خلال السنوات الثماني التي قضاها مع مانشستر سيتي.

## الفرق
| الفريق          | طريقة التأهل                         | النهائيات التي توج سابقاً (* يشير إلى سنوات مشاركة اللقب)                                                                                            |
| --------------- | ------------------------------------ | --- |
| مانشستر سيتي    | بطل الدوري الإنجليزي الممتاز 2023–24 | (1937*، 1968*، 1972*، 2012*، 2018*، 2019*) |
| مانشستر يونايتد | بطل كأس الاتحاد الإنجليزي 2023–24    | (1908*، 1911*، 1952*، 1956*، 1957*، 1965*، 1967*، 1977*، 1983*، 1990*، 1993*، 1994*، 1996*، 1997*، 2003*، 2007*، 2008*، 2010*، 2011*، 2013*، 2016*) |

### خلفية
تأهل ناديا مانشستر سيتي ومانشستر يونايتد إلى درع المجتمع الإنجليزي 2024 كبطلين للدوري الإنجليزي الممتاز 2023–24 وكأس الاتحاد الإنجليزي 2023–24 على التوالي. وكان ديربي مانشستر رقم 194 الذي يقام في جميع المسابقات والثالث الذي يقام في درع المجتمع. فاز مانشستر يونايتد في اللقائين السابقين في عام 1956 (عندما كانت المنافسة تُعرف باسم الدرع الخيرية) وعام 2011. ظهر مانشستر يونايتد في أكبر عدد في من مباريات درع المجتمع حيث فاز في 21 من أصل 30 مباراة، على الرغم من أن هذا يشمل أربعة ألقاب مشتركة في أعوام 1965، 1967، 1977، 1990، جاء لقبهم الأخير عام 2016. وقد ظهر مانشستر سيتي في 15 مباراة في درع المجتمع، بما في ذلك المباريات الثلاث السابقة، وانتهت جميعها بالهزيمة، وهو أول فريق يعاني من هذا الإنجاز منذ يونايتد في عام 2001. وقد فازوا بستة ألقاب في درع المجتمع، آخرها في عام 2019. يحاول سيتي تجنب معادلة الرقم القياسي غير المرغوب فيه ليونايتد بأربع هزائم متتالية في الدرع، بعد أن خسر أيضًا في عام 1998.

## المباراة
بعد شوط أول بدون أهداف افتتح لاعب مانشستر يونايتد أليخاندرو غارناتشو التسجيل في الدقيقة 82 التقدم الذي لم يدم طويلا عندما تمكن برناردو سيلفا لاعب مانشستر سيتي عادل النتيجة في الدقيقة 89، ما ادى إلى احتكام الفريقين إلى ركلات الترجيح لتحديد الفريق الفائز في البطولة.
على الرغم من تصدي أندريه أونانا لركلة الجزاء الأولى، تعادل مانشستر سيتي في ركلات الترجيح بعد أن تصدى حارس مرمى مانشستر سيتي إيدرسون لركلة جزاء جادون سانشو. وفازوا بركلات الترجيح 7-6 بعد أن أهدر جوني إيفانز ركلته وسجل مانويل أكانجي ليضمن مانشستر سيتي لقبه الأول في الدرع الخيرية منذ عام 2019، متجنبًا النادي رقمًا قياسيًا مشتركًا بأربع خسائر في الدرع الخيرية، شهد هذا أيضًا فوز بيب جوارديولا الثالث في الدرع الخيرية.

### تفاصيل المباراة
| مانشستر يونايتد                                                                   | 1–1   | مانشستر سيتي                                                               |
| --------------------------------------------------------------------------------- | ----- | -------------------------------------------------------------------------- |
| غارناتشو 82'                                                                      | تقرير | 89' سيلفا                                                                  |
| ركلات الترجيح                                                                     |       |                                                                            |
| - فيرنانديز - دالوت - غارناتشو - سانشو - كاسيميرو - ماكتوميني - مارتينيز - إيفانز | 6–7   | - سيلفا - دي بروين - هالاند - سافينيو - إيدرسون - نونيز - ر. دياز - أكانجي |

| مانشستر يونايتد | مانشستر سيتي |

|                |    | تشكيلة الفريق:     |  |     |
| GK             | 24 | أندريه أونانا      |  |     |
| RB             | 20 | ديوغو دالوت        |  |     |
| CB             | 5  | هاري ماغواير       |  | 59' |
| CB             | 35 | جوني إيفانز        |  |     |
| LB             | 6  | ليساندرو مارتينيز  |  |     |
| CM             | 37 | كوبي ماينو         |  | 59' |
| CM             | 18 | كاسيميرو           |  |     |
| RW             | 16 | أماد ديالو         |  | 59' |
| AM             | 7  | ماسون ماونت        |  | 58' |
| LW             | 10 | ماركوس راشفورد     |  | 83' |
| CF             | 8  | برونو فيرنانديز    |  |     |
| قائمة البدلاء: |    |                    |  |     |
| GK             | 1  | ألتاي بايندير      |  |     |
| MF             | 14 | كريستيان إريكسن    |  |     |
| MF             | 39 | سكوت ماكتوميني     |  | 58' |
| MF             | 43 | توبي كولير         |  | 59' |
| FW             | 11 | جوشوا زيركزي       |  |     |
| FW             | 17 | أليخاندرو غارناتشو |  | 59' |
| FW             | 21 | أنتوني             |  |     |
| FW             | 25 | جيدون سانشو        |  | 83' |
| FW             | 28 | فاكوندو بيليستري   |  | 59' |
| المدرب:        |    |                    |  |     |
| إيرك تين هاغ   |    |                    |  |     |

|                |    | تشكيلة الفريق:  |     |       |
| GK             | 31 | إيدرسون         |     |       |
| RB             | 82 | ريكو لويس       |     |       |
| CB             | 3  | روبن دياز       |     |       |
| CB             | 25 | مانويل أكانجي   |     |       |
| LB             | 24 | يوشكو غفارديول  |     | 90+1' |
| CM             | 8  | ماتيو كوفاتشيتش |     |       |
| CM             | 75 | نيكو أوريلي     |     | 63'   |
| RW             | 52 | أوسكار بوب      |     | 90+1' |
| AM             | 87 | جيمس ميكاتي     |     | 80'   |
| LW             | 11 | جيريمي دوكو     |     | 63'   |
| CF             | 9  | إيرلينغ هالاند  |     |       |
| قائمة البدلاء: |    |                 |     |       |
| GK             | 18 | ستيفان أورتيغا  |     |       |
| GK             | 33 | سكوت كارسون     |     |       |
| DF             | 6  | ناثان أكي       |     | 90+1' |
| DF             | 78 | عيسى كابوري     |     |       |
| MF             | 4  | كالفين فيليبس   |     |       |
| MF             | 17 | كيفن دي بروين   |     | 90+1' |
| MF             | 20 | برناردو سيلفا   | 85' | 80'   |
| MF             | 27 | ماتيوس نونيز    | 68' | 63'   |
| FW             | 26 | سافيو           |     | 63'   |
| المدرب:        |    |                 |     |       |
| بيب غوارديولا  |    |                 |     |       |

| الحكام المساعدين: أدريان هولمز نيك جرينهالغ الحكم الرابع: سام باروت حكم تقنية الفيديو المساعد: بيتر بانكس مساعد حكم تقنية الفيديو المساعد: سيان ماسي إليس داعم مساعد حكم تقنية الفيديو المساعد: تيم روبنسون | قواعد المباراة - 90 دقيقة - ركلات الترجيح إذا ظلت النتائج متعادلة - تسعة بدائل محددة، يمكن استخدام ستة منها |

## روابط خارجية
- درع الاتحاد الإنجليزي لكرة القدم في الاتحاد الإنجليزي لكرة القدم